# Ernst Stein
Ernest Stein (ur. 19 września 1891 w Jaworznie na Śląsku. zm. 25 lutego 1945 we Fryburgu w Szwajcarii) – austriacki i niemiecki historyk, bizantynolog. 

## Życiorys
Był bratankiem brytyjskiego archeologa Sir Aurela Steina. Pochodził z liberalnej żydowskiej rodziny. Jego ojciec był dyrektorem kopalni. Studiował w Wiedniu, tam uzyskał doktorat i habilitację. Od 1920 roku wykładał na uniwersytecie w Berlinie. Od 1932 podróżował będąc profesor wizytującym. Odwiedził m.in. uniwersytet w Brukseli (1934), wykładał na Katolickim Uniwersytecie w Washingtonie. W roku 1937 wrócił do Europy. Rozpoczął pracę na uniwersytecie w Leuven w Belgii. W 1940 po agresji niemieckiej na Belgię uciekł do południowej Francji. W 1942 udał się do Genewy we Szwajcarii. W 1945 roku miał ponownie objąć katedrę w Leuven, lecz zmarł. Stein był doskonałym znawcą historii administracji Bizancjum. Geschichte des spatromischen Reiches t. 1 (1927) oraz Histoire du Bas Empire t. 1-2 (1949) ma znaczenie dla zagadnień ustrojowych epoki wczesnobizantyńskiej.

## Wybrane prace
- Beiträge zur Geschichte von Ravenna in spätrömischer und byzantinischer Zeit, "Klio" 16 (1920), s.40–71.
- Studien zur Geschichte des byzantinischen Reiches, Stuttgart 1919.
- Untersuchungen über das Officium der Prätorianerpräfektur seit Diokletian, Wien 1922.
- Zur Erinnerung an L. M. Hartmann, "Vierteljahresschrift für Sozial- und Wirtschaftsgeschichte" 18 (1925), s.312–332.
- Geschichte des spätrömischen Reiches, t.1: Vom römischen zum byzantinischen Staate (284–476), Wien 1928; t.2: Histoire du Bas-Empire: De la disparition de l’Empire d’Occident à la mort de Justinien (476–565), Paris 1949.
- Die kaiserlichen Beamten und Truppenkörper im römischen Deutschland unter dem Prinzipat. Mit Benützung von Emil Ritterlings Nachlaß dargestellt von Ernst Stein, Wien 1932.
- Opera minora selecta, Amsterdam 1968.